# Terre de Leeuwin
Pour les articles homonymes, voir Leeuwin.
 (avril 2023).
Si vous disposez d'ouvrages ou d'articles de référence ou si vous connaissez des sites web de qualité traitant du thème abordé ici, merci de compléter l'article en donnant les références utiles à sa vérifiabilité et en les liant à la section « Notes et références ».

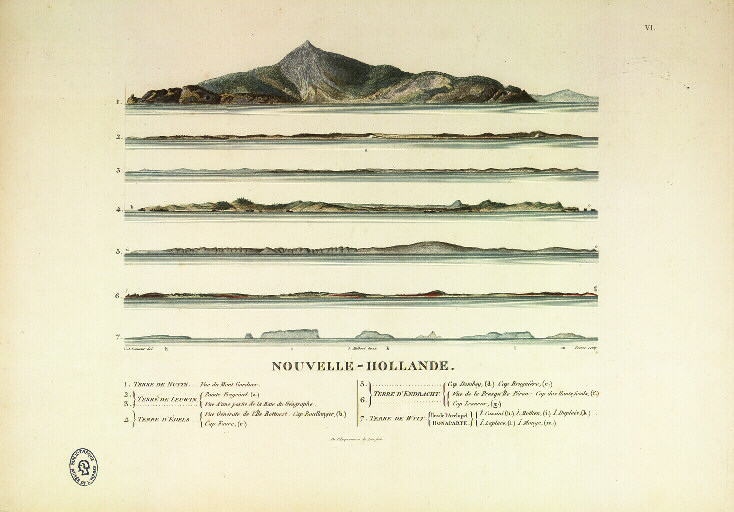
Illustration du Voyage de découvertes aux terres australes représentant différentes côtes de la Nouvelle-Hollande, parmi lesquelles certaines situées en Terre de Leeuwin.

Terre de Leeuwin, ou encore Terre de Leuwin, est le nom que l'on donnait en français à une région côtière de l'Australie alors que cette dernière était encore appelée Nouvelle-Hollande. Découverte en 1622, délimitée par la terre d'Edels au nord et par la terre de Nuyts à l'est, elle occupait l'extrémité sud-ouest de l'actuelle Australie-Occidentale et comprenait donc le cap Leeuwin, également nommé en honneur du navire hollandais De Leeuwin. (La Lionne).